# Christoph Erbstösser
Christoph Erbstösser (Keulen, 1965) is een Duitse jazzpianist, en -componist.

## Biografie
Erbstösser studeerde in de jaren 80 aan het conservatorium in Hilversum en daarna in Amerika, bij Richie Beirach en Jim Beard.
Erbstösser begeleidde musici als Paquito D’Rivera, John Thomas, Randy Brecker en Bob Malach. Hij speelde in een trio met o.m. Dré Pallemaerts, in het kwartet van Erwin Vann (met Michel Hatzigeorgiou en Pallemaerts) en bij Chris Joris, met wie hij plaatopnames maakte. Hij arrangeerde voor de groep Ten-Tammare en componeerde voor Toon Roos. Van 1997 tot 2002 was hij pianist van het Brussels Jazz Orchestra en speelde mee op albums van het orkest, o.a. met Maria Schneider en Bert Joris. In 2001 verscheen zijn trio-album Vive les Etrangers, later volgde Alma (gemaakt met Sonny Troupé, Mike Armoogum en Jacques Schwarz-Bart. Zijn composities integreren moderne jazz en Afrikaanse invloeden. Hij trad o.m. op tijdens het North Sea Jazz Festival, Jazz Middelheim en Jazz à Vienne.
Erbstösser geeft les aan het conservatorium in Antwerpen. Hij is ook actief als geluidstechnicus met een eigen studio. Sinds 2006 woont hij in Parijs.